# 塞西尔·希利
塞西尔·希利（英語：Cecil Healy，1881年11月28日—1918年8月29日），澳大利亚男子游泳运动员。他曾代表澳大拉西亚参加1912年夏季奥林匹克运动会游泳比赛，获得一枚金牌和一枚银牌。